# Axel Pons
Axel Pons, född 19 april 1991 i Barcelona i Katalonien, är en spansk roadracingförare som tävlar i Moto2. Han är son till Sito Pons.

## Racingkarriär
Pons körde som wildcard i 125 cc säsongen 2008 och startade i tre lopp (Spanien, Portugal och Katalonien), bröt två av dessa och slutade utanför poängplats i det tredje. I juni 2008 kraschade han på Jerez i en deltävling i de Spanska nationella mästerskapet och kämpade med att återhämta sig efter skadan (flera benbrott, bland annat båda benen) och körde mirakulöst nog de sista deltävlingarna i det spanska nationella mästerskapet.
2009 flyttade han upp till 250GP i MotoGP-serien där han körde för sin pappas team Pepe World Pons WRB. Han tog tre poäng totalt under säsongen. Sedan Roadracing-VM 2010 kör han i den nya Moto2-klassen. De första åren i pappas team och från 2014 för Arguiñano & Gines Racing.